# 反恐专员
中华人民共和国公安部反恐专员是中华人民共和国公安部内设职位，副部长级。专职负责中国公安系统反恐事务。

## 沿革
2015年12月20日，时任公安部部长助理刘跃进出任公安部副部长级反恐专员，成为首任反恐专员。
2015年12月27日，全国人大常委会通过《中华人民共和国反恐怖主义法》规定中国公安部设立专职反恐专员，在法律上确认反恐专员成为常设职位 。
但在2020年6月，刘跃进卸任反恐专员之后反恐专员一职一直处于空缺状态。刘跃进本人也因涉嫌严重违纪违法，于2024年3月接受中央纪委国家监委纪律审查和监察调查。
直至2024年6月，中国云南省原副省长、公安厅长岳修虎调任公安部出任空缺将近4年的反恐专员一职。